# Carrozzeria Savio
La Carrozzeria Savio è una carrozzeria italiana attiva dal 1919.

## Storia

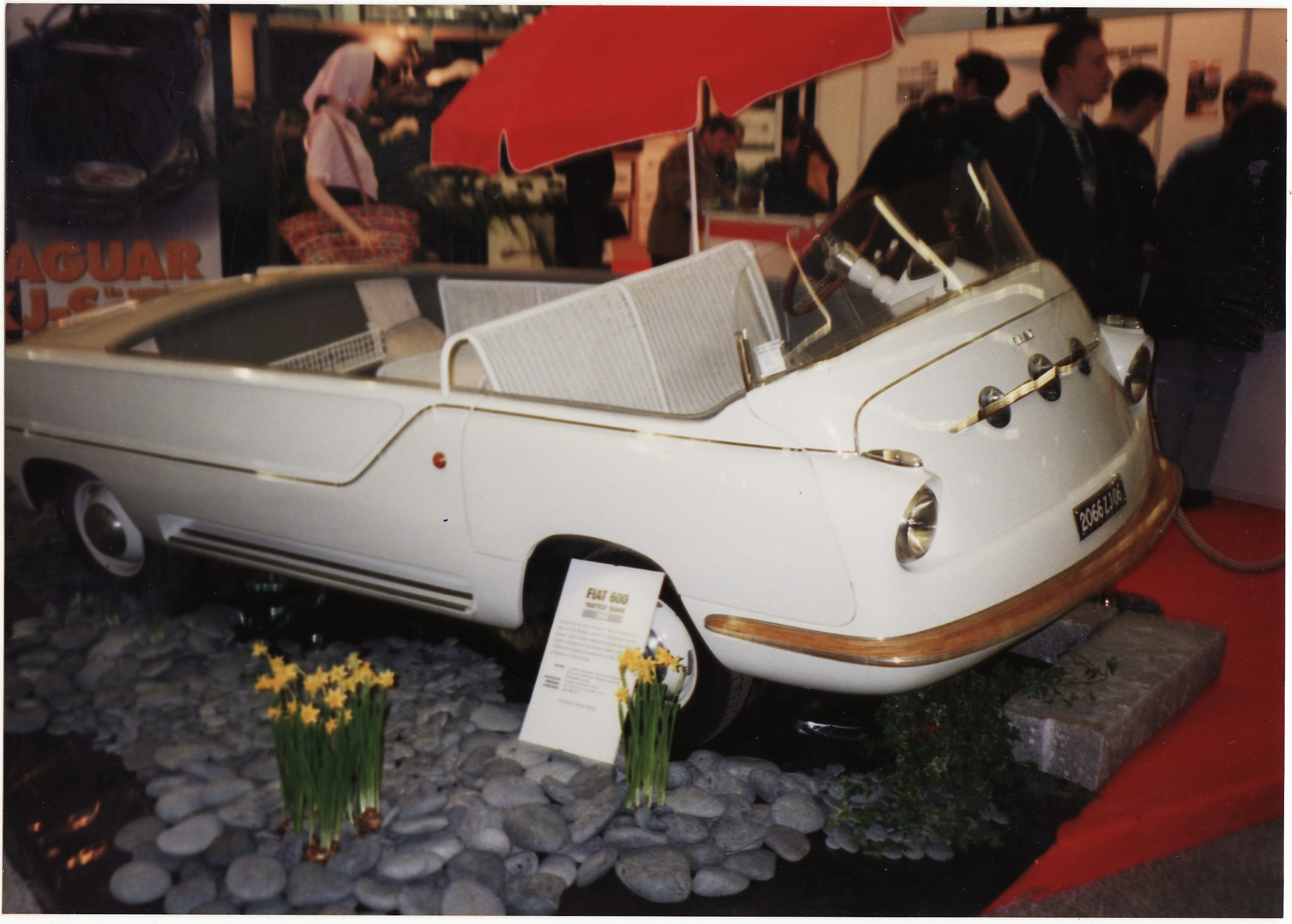
La spiaggina Fiat 600 Multipla Savio Torpedo Marina, disegnata da Felice Mario Boano, del 1957

La carrozzeria fu fondata a Torino nell'immediato primo dopoguerra da due fratelli, Antonio e Giuseppe Savio, che già avevano alle spalle una comprovata esperienza nel settore, poiché per vent'anni hanno lavorato alla Marcelle, una fabbrica di carrozze. Durante tale periodo hanno avuto modo di stringere un rapporto di stima ed amicizia con il titolare. Tale rapporto si rivelerà decisivo per l'avvio commerciale della Carrozzeria Savio, poiché sarà proprio l'ex-datore di lavoro dei due fratelli ad informarli di una grossa commessa che prevedeva la "vestizione" di ben 900 scocche Itala. Fu quindi un inizio del tutto positivo per la neonata carrozzeria torinese, la quale, dopo aver assolto al compito di carrozzare le 900 Itala, balzò immediatamente all'occhio di varie altre Case automobilistiche italiane. Tra queste vi fu la Fabbrica Automobili Giovanni Ceirano, una Casa automobilistica oggi scomparsa che affidò un suo telaio ai fratelli Savio, i quali realizzarono una particolare berlina dotata di sistema silent block.
In seguito, l'attività della carrozzeria si estende a vari altri marchi italiani, tra cui la Lancia, la OM, la Isotta Fraschini, l'Ansaldo, l'Alfa Romeo e soprattutto la Fiat. Fu proprio con quest'ultima che la carrozzeria Savio instaurò un rapporto commerciale che dura tutt'oggi. Degli anni 1930 furono le realizzazioni Savio su base Fiat 508 e Fiat 1100, nonché la concept-car Box-Body, prototipo precursore dei successivi fuoristrada.
Lo scoppio della Seconda guerra mondiale rappresentò un trauma notevole per l'azienda. Durante il protrarsi di tale evento, la carrozzeria Savio si dedicò prevalentemente alla produzione di carrozzerie per autoambulanze. Al termine del conflitto, però, lo stabilimento rimase seriamente danneggiato, mentre Antonio Savio, scoraggiato, lasciò le redini unicamente in mano al fratello Giuseppe che mutò la ragione sociale in Stabilimento Savio Giuseppe Carrozziere Automobili.
Nel 1954 Giuseppe Savio morì e la guida dell'azienda passò nelle mani del genero, Alfredo Caracciolo. La nuova gestione ha il merito di rilanciare l'azienda dopo il difficilissimo periodo bellico e tutti i disagi materiali e psicologici che ne sono derivati. Nel 1959 l'azienda venne trasferita a Moncalieri. Nel frattempo proseguì la produzione di autoambulanze, ma anche la produzione di carrozzerie su base Fiat. Nel 1961 e nel 1963 vengono realizzate due coupé su base Fiat 1500. Del 1963 sono anche le sue creazioni su base Fiat 2300 e Fiat 1600 S. Di quest'ultima, l'anno seguente, fu presentata una nuova interpretazione, mentre nel 1965 fu lanciata la produzione ufficiale di una delle sue vetture più note, la Fiat 600 Savio Jungla, che sulla base della Fiat 600 montava una carrozzeria aperta che ne faceva una vettura per il tempo libero.
La seconda metà degli anni sessanta ha visto la Savio esercitarsi sulla Fiat 125, realizzando una coupé ed un particolare corpo vettura a metà strada tra una giardinetta ed una coupé, sempre su base 125.

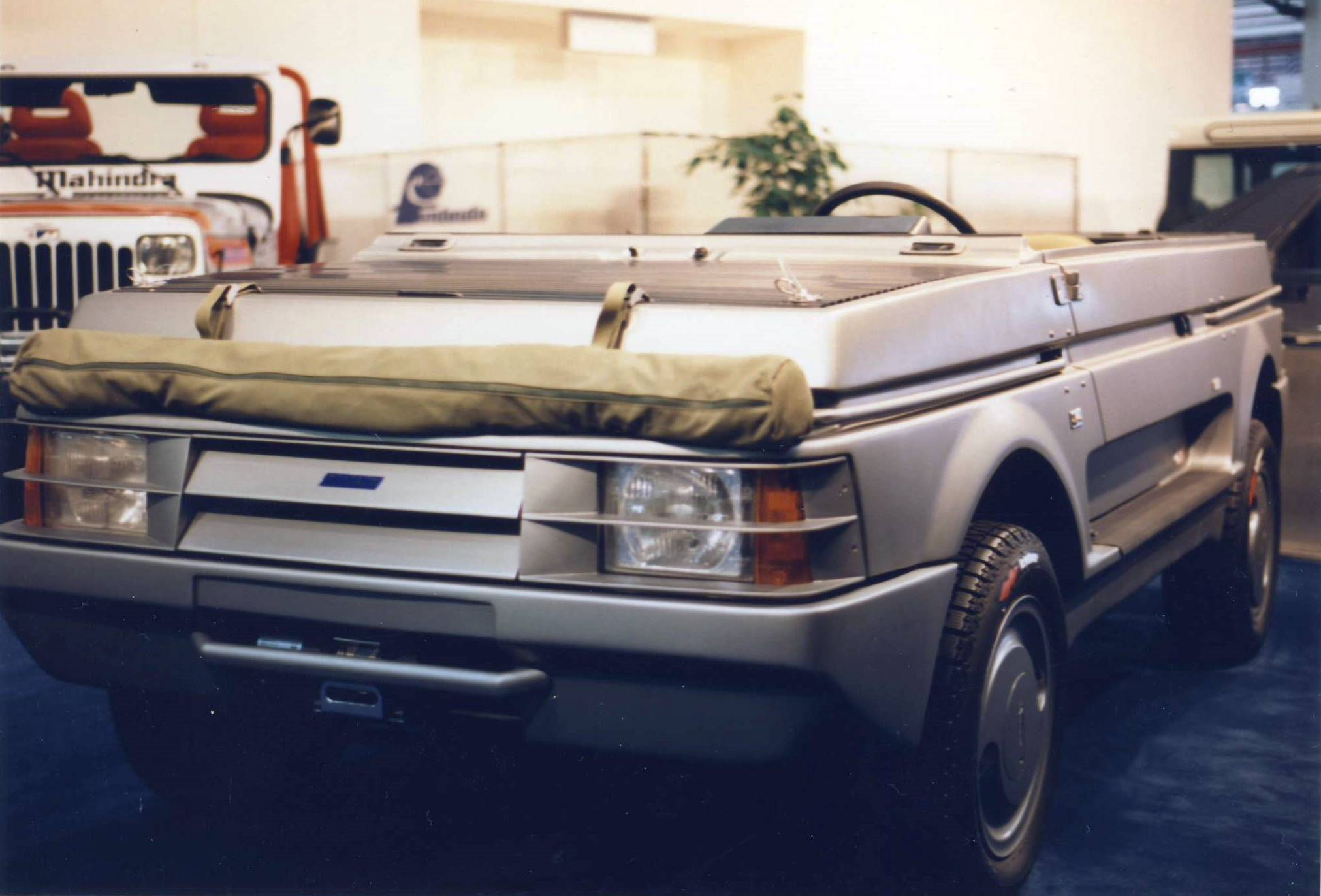
La Savio Freely concept di 1987.

Sempre di quel periodo è un'altra mirabile coupé con meccanica e pianale della Fiat 124, sviluppata in collaborazione con la OTAS. Sempre negli anni '60, comunque, si dimostrò particolarmente fruttuosa la produzione di carrozzerie per autobus, settore in cui la Savio è attiva ancor oggi. Gli anni settanta passarono senza particolari novità, mentre a metà del decennio successivo vennero realizzate le carrozzerie per la mostruosa Lancia Delta S4. Grazie a questa esperienza, nel 1988 la Italdesign affidò alla Savio la costruzione del prototipo "Aztec" e, due anni dopo, la sua realizzazione in piccola serie.
Poco tempo dopo, nel 1987 fu realizzata la Fiat Freely, erede ideale della 600 Jungla Savio, questa volta su base Fiat Panda. 
Nel 1995 la Savio rilevò la carrozzeria Boneschi per mezzo della propria holding Omnia, che andò a formare il Gruppo Savio, di cui faceva parte anche la Germantex (successivamente ceduta e uscita dal gruppo).
Oggigiorno la carrozzeria Savio si occupa di carrozzerie industriali (autocarri) e di autobus, di allestimenti sanitari e di veicoli commerciali, con la realizzazione di prototipi.